# Josephine Fodor
Joséphine Fodor, of wel Joséphine Fodor-Mainvielle, (Parijs, 13 oktober 1789 – Saint-Genis-Laval, 10 augustus 1870) was een Frans zangeres van Nederlands/Hongaarse komaf. Haar stembereik was sopraan, ze zou daarbij opvallend zuiver en teder gezongen hebben.
Haar vader Joseph Fodor was musicus, die werkzaam was in Parijs en later in Sint-Petersburg. Haar ooms Charles Fodor en Carolus Antonius Fodor waren eveneens musici; neef Carel Joseph Fodor is naamgever van Museum Fodor. Ze huwde de Franse toneelspeler (en wellicht ook zanger) Martial Tharaud (artiestennaam) Mainvielle. Hun dochter Suzanne-Henriette Mainvielle-Fodor (1821-1895) was ook enige tijd bekend als zangeres/actrice.
Al vlak na haar geboorte vertrok de familie naar Sint-Petersburg. Aldaar kreeg ze muzieklessen van haar vader en liet zich zien en horen als harpiste en pianiste tijdens concerten van haar vader. Vanaf 1808 kreeg ze les aan de Balletacademie Vaganova. In 1810 was ze voor het eerst te horen als sopraan in een opera van Valentino Fioravanti, Le cantatrici villane, nog steeds te Sint-Petersburg. Ze zong meer dan vijftig keer in dat werk en ontving daarvoor een voor die tijd riant salaris van 2500 roebels per jaar. Na haar huwelijk in 1812 en de daarop volgende Veldtocht van Napoleon naar Rusland moest het echtpaar vertrekken en ging naar Zweden, Denemarken en Duitsland. In 1814 werd ze door de Opéra Comique gecontracteerd, even later gevolgd door een baan bij het Théâtre Italien van Catalani. Vanaf 1816 was ze te vinden in Londen waar ze populair werd en in de Britse première zong van Il barbiere di Siviglia van Gioachino Rossini, maar in 1818 trok ze naar Italië, met name Venetië, alwaar ze een gouden medaille voor haar zangkunst in ontvangst mocht nemen. Vanaf dan volgden Parijs, Napels (1822 vanwege gezondheidsredenen) en Wenen elkaar in rap tempo op. In 1825 sloot ze zich aan bij de grote opera in Parijs, maar werd getroffen door een heesheid die haar stem ongeschikt maakte voor het zingen. In 1825 tijdens een optreden in Parijs in Rossini’s Semiramide moest ze het podium verlaten. Ze wilde ontslag nemen, maar dat werd geweigerd; een langlopend proces hield tot 1828 aan, toen zij alsnog door een schikking mocht vertrekken. Ze vestigde zich in Napels, waar ze nog even zong/speelde in het Teatro San Carlo, alwaar ze in de opera Otello van  Rossini zong. Haar stemproblemen noopten haar om steeds minder op te treden, toch bezocht Felix Mendelssohn Bartholdy in 1831 nog een concert van haar. Ze vertrok naar Fontainebleau. Haar laatste optreden zou in Bordeaux hebben plaatsgevonden in 1833. Ze stierf in eenzaamheid.
Van haar verscheen het leerboekwerk Reflections et conseils sur l’art du chant (1857).
- Bibliothèque nationale de France: cb147996985 (data)
- Gemeinsame Normdatei: 116689498
- International Standard Name Identifier: 0000 0000 4788 692X
- Library of Congress Control Number: no2005072325
- Nationale Bibliotheek van Israël: 987007403569205171
- Istituto Centrale per il Catalogo Unico: CFIV120083
- Système universitaire de documentation: 073458104
- Virtual International Authority File: 5194888
- WorldCat: E39PBJcwGj9mDJbDcXTr6kyrv3